# Harbutowice (Skoczów)
Harbutowice (deutsch Harbutowitz oder Harbultowitz) ist eine Ortschaft mit einem Schulzenamt der Gemeinde Skoczów im Powiat Cieszyński der Woiwodschaft Schlesien in Polen. Der Ort liegt in der historischen Landschaft Teschener Schlesien (polnisch Śląsk Cieszyński).

## Geographie
Harbutowice liegt im Schlesischen Vorgebirge (Pogórze Śląskie) an der Weichsel etwa 18 km westlich von Bielsko-Biała und 60 km südlich von Katowice im Powiat (Kreis) Cieszyn.
Das Dorf hat eine Fläche von 177 ha.
Nachbarorte sind die Stadt Skoczów im Nordwesten und Norden, Pogórze im Nordosten, Górki Wielkie im Südosten, die Stadt Ustroń im Süden, Bładnice Dolne im Westen.

## Geschichte
Der Ort wurde im Jahr 1521 erstmals urkundlich als Harburtowicz[e] erwähnt. Der Name, früher eher Harburtowice, Herburtowice, Herbułtowice oder Harbułtowice, ist patronymisch abgeleitet vom Personennamen Harburt (≤ Herburt ≤ deutsch Herbord) mit typischen patronymischen Suffix -(ow)ice.
Politisch gehörte das Dorf ursprünglich zum Herzogtum Teschen, der Lehnsherrschaft des Königreichs Böhmen, und seit 1526 gehörte es zur Habsburgermonarchie.
Nach der Aufhebung der Patrimonialherrschaften bildete es ab 1850 eine Gemeinde in Österreichisch-Schlesien, Bezirk Bielitz und Gerichtsbezirk Skotschau. In den Jahren 1880 bis 1910 hatte das Dorf etwa 365 Einwohner, es waren überwiegend Polnischsprachige (zwischen 96,5 % und 98,9 %), 1900 auch 3,5 % Deutschsprachige. Im Jahre 1910 waren 51 % römisch-katholisch, 46,1 % evangelisch, es gab 11 Juden.
1920 nach dem Zusammenbruch der k.u.k. Monarchie und dem Ende des Polnisch-Tschechoslowakischen Grenzkriegs kam Harbutowice zu Polen. Unterbrochen wurde dies nur durch die Besetzung Polens durch die Wehrmacht im Zweiten Weltkrieg.
Von 1975 bis 1998 gehörte Harbutowice zur Woiwodschaft Bielsko-Biała.